# مسکن دولتی

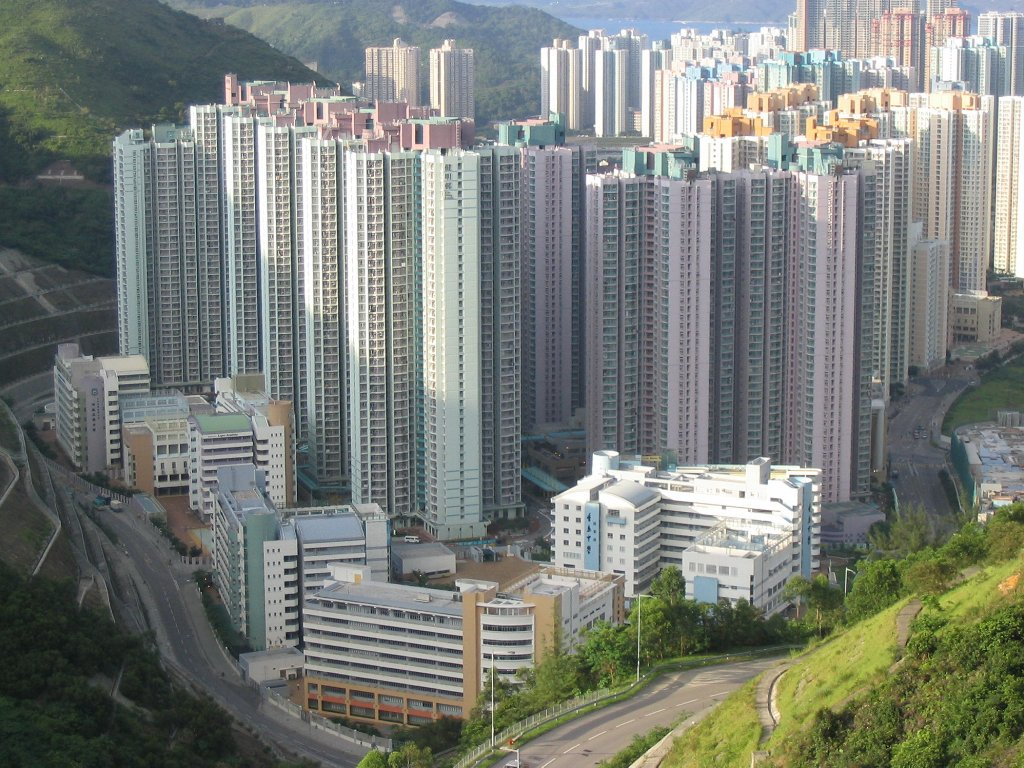
مجتمع مسکونی سنگ کوان او، در هنگ کنگ؛ یک اقامتگاه عمومی است، که ۲۲ هزار نفر در آن زندگی می‌کنند. بیش از نیمی از جمعیت ۷٫۸ میلیون نفری هنگ کنگ، در مسکن‌های عمومی اقامت دارند.

مسکن دولتی (انگلیسی: public housing) گونه‌ای از تصدی مسکن است، که در آن ملک متعلق به یک نهاد دولتی یا متعلق به دولت می‌باشد و به‌صورت همگانی در اختیار مردم قرار گرفته است. این اصطلاح اشاره به خانه‌ها یا مجتمع‌های مسکونی دارد، که توسط دولت یا سازمان‌های انتفاعی، خریداری یا اجاره می‌شود و با هدف ارائه مسکن ارزان قیمت، در اختیار عموم مردم قرار می‌گیرد.